# 池田朝佳
池田 朝佳（いけだ あさか）は日本の著作家。夫のイケダサトシと共に冒険企画局所属。

## 人物
- テーブルトークRPG『サタスペ』の制作に参加し、2002年から冒険企画局に所属。『迷宮キングダム』などの制作にも参加する。
- 2009年に小説『鍵開けキリエと封緘師（シギルムス）』を発表。趣味は料理[1]と酒[2]。
- 中学生の頃から、ノートに小説を書いていた。『ファンロード』での紹介記事をきっかけに、テーブルトークRPGを知る。戦闘バランスが厳しいシナリオを作るため、「皆殺しの」朝佳とも呼ばれている。

## 作品リスト

### 小説
- 『鍵開けキリエと封緘師』シリーズ　富士見書房〈富士見ファンタジア文庫〉、2009年 -2011年。 - イラストはさんば挿。
- 『迷宮クロニクル』 - サプリメントの中の短篇小説
- 『セブンスホールの魔女』シリーズ　小学館〈ガガガ文庫〉、2013年 - 2014年。 - イラストはふゆの春秋。

### テーブルトークRPG
- 『サタスペ』シリーズ - 共著
  - 『サタスペ ホラー・リプレイ 叫びの家』　新紀元社、2010年。 - 共著
- 『迷宮キングダム』シリーズ - フレーバーテキスト、シナリオ、リプレイ、編集。
- 『シノビガミ死 棄神宮殿 』 - 設定
- 『.hack//無限増殖 』 - 『.hack』をもとにしたTRPGのリプレイ

#### リプレイのプレイヤー
- 『シノビガミ・リプレイ戦』 - 緑川白子
- 『ハンターズ・ムーン2 スローター・サイクル』 - 伊藤眠兎
- 『マギカロギア』 - 長峰律歌
- 『ブラッド・クルセイド』 - ウィルヘルミナ湖東

### その他の書籍
- 『ENCYCLOPEDIA EVANGELIONS』　富士見書房、2004年 - 冒険企画局編。新世紀エヴァンゲリオン2のファンブック。

### 雑誌
- 「.hack//The World」　コンプティーク増刊、角川書店
- 「Role&Roll」　新紀元社

### 携帯コンテンツ
- 「プチラブ」　i-mode、EZweb